# Nur Muhammad Taraki
Nur Muhammad Taraki, född 15 juli 1917 i Ghazni, död c:a 9 september 1979 i Kabul, var en afghansk politiker (marxist), poet, författare, och journalist. Han var Demokratiska republiken Afghanistans president 1978–1979. 
1965 grundade Taraki Afghanistans folkdemokratiska parti  (PDPA) tillsammans med bland andra Babrak Karmal. Dessa båda ledde fraktionerna Khalq repektive Parcham, två grupper som trots det gemensamma partibygget hade återkommande konflikter.
Taraki utsågs till Afghanistans president efter att PDPA tagit makten 27 april 1978 i saurrevolutionen, statskuppen som störtade president Mohammed Daud.Landets namn ändrades samtidigt till Demokratiska republiken Afghanistan.
Taraki mördades i september 1979 i en intern kupp inom det afghanska kommunistpartiet. Exakt datum och omständigheterna kring mordet är oklara och ingen har lagförts för brottet. Det antas dock att det utfördes av eller på order av Hafizullah Amin, även han medlem i PDPA:s khalk-fraktion. Amin tog över presidentposten och offentliggjorde namnen på 12 500 personer som avrättats i Kabul sedan Tarakis makttillträde. Amin gav Taraki skulden för morden men genomförde själv ännu hårdare repression mot sina motståndare tills han i december 1979 blev störtad och dödad av invaderande trupper från Sovjetunionen.